# Proteuxoa verecunda
Proteuxoa verecunda är en fjärilsart som beskrevs av Walker 1858. Proteuxoa verecunda ingår i släktet Proteuxoa och familjen nattflyn. Inga underarter finns listade i Catalogue of Life.